# Крижанке
Позориште на отвореном Крижанке је позориште у Љубљани, Словенија, које се користи за летње фестивале постављено у дворишту некадашњег манастира Светог Крста.  Налази се на Тргу Француске револуције бр. 1.
Креирао ју је Јоже Плечник педесетих година 20. века у оквиру конфискованог некадашњег манастира посебно за Љубљански фестивал и Средњу школу за дизајн и фотографију. Љубљански фестивал одржава значајне догађаје на сцени на отвореном, док се на другим местима налазе црква Крижанке у барокном стилу, Витешка дворана и Ђавоља авлија. Јужно двориште налик амфитеатру са својим великим кровом на увлачење показало се од тада као одлично место за класичне, џез и рок концерте. Простором управља Јавни завод Фестивал Љубљана и доступан је за изнајмљивање.
Део некадашњих манастирских просторија, који заузима Средња школа за дизајн и фотографију, користи се за смештај ученика заинтересованих за фотографију, графички дизајн, моду, индустријску уметност и уметничку гимназију. Због недостатка простора школа се налази и на другој локацији, на Рошкој цести 2. 

## Историја
Верује се да је изградња првобитног манастира Реда Теутонских витезова у Крижанкама почела 1228. Идријски земљотрес 1511. године тешко је оштетио манастирске зграде и оне су делимично обновљене између 1567. и 1579. године. Првобитна црква је у потпуности обновљена у барокном стилу између 1714. и 1715. године; Пројектовао ју је венецијански архитекта Доменико Роси у облику грчког крста и била је прва црква те врсте у Словенији. Има китњасту спољашњост, а простор капије је наглашен пиластрима и карактеристичном таласастом куполом. У изградњи су учествовали словеначки мајстори, међу којима и Грегор Мачек старији, који је пројектовао садашњу градску кућу. Музеј града Љубљане чува оригиналну макету ове цркве. Витешка сала је такође изграђена током 18. века.
Крижанке су наставиле да служе као манастир све до 1945. године, када је комплекс национализован. Представници града Љубљане су 1952. године затражили од архитекте Јожета Плечника да сада запуштени манастир преуреди у место одржавања Љубљанског фестивала. Последњи Плечников велики допринос граду (радови су завршени 1956. године) претворио је празан манастир у позориште и фестивал на отвореном. Оригиналне готичке детаље комплекса постепено су обузимали елементи ренесансе и барока, што се може видети у главном дворишту, које има плитке лукове и зграфите раскошних боја.

## Концерети и фестивали
У Крижанкама се одржавају различити музички наступи, укључујући Другу Годбу, фестивал алтернативне и светске музике, од краја маја до почетка јуна. 